# Bojan Đurić
Bojan Đurić, slovenski arheolog, * 28. marec 1950, Ljubljana.

## Življenje in delo
Po diplomi iz arheologije in umetnostne zgodovine na ljubljanski Filozofski fakulteti (1975) je prav tam 1991 tudi doktoriral. 
Od 1978 tu poučuje klasično arheologijo. V raziskovalnem delu se je posvetil proučevanju do sedaj odkritih antičnih mozaikov v Sloveniji. O tem je napisal tudi knjigo (Antični spomeniki na ozemlju ...). 
Ukvarja pa se tudi s teoretičnimi arheološkimi problemi in o tej temi je prevedel delo Leva S. Klejna Arheološki viri. 
V letih 1981−1984 je bil urednik arheološke revije Arheo. Leta 1985 pa je prevzel urejanje Arheoloških pregledov, to je letnega poročila o arheoloških izkopavanjih v tedanji Jugoslaviji.

## Nagrade in priznanja
- 2005: Valvasorjevo priznanje za razstavo V Saksanovem svetu – Rimsko pridobivanje belega marmorja s Pohorja (avtorji razstavnega projekta Rimljani: steklo, glina, kamen) (Pokrajinski muzej Maribor; kot del ekipe)[2]